# August Šenoa
August Šenoa (ur. 14 listopada 1838, zm. 13 grudnia 1881) – chorwacki pisarz i poeta, krytyk literacki, felietonista, tłumacz i wydawca, jeden z najwybitniejszych twórców dziewiętnastowiecznej literatury chorwackiej.

## Życiorys

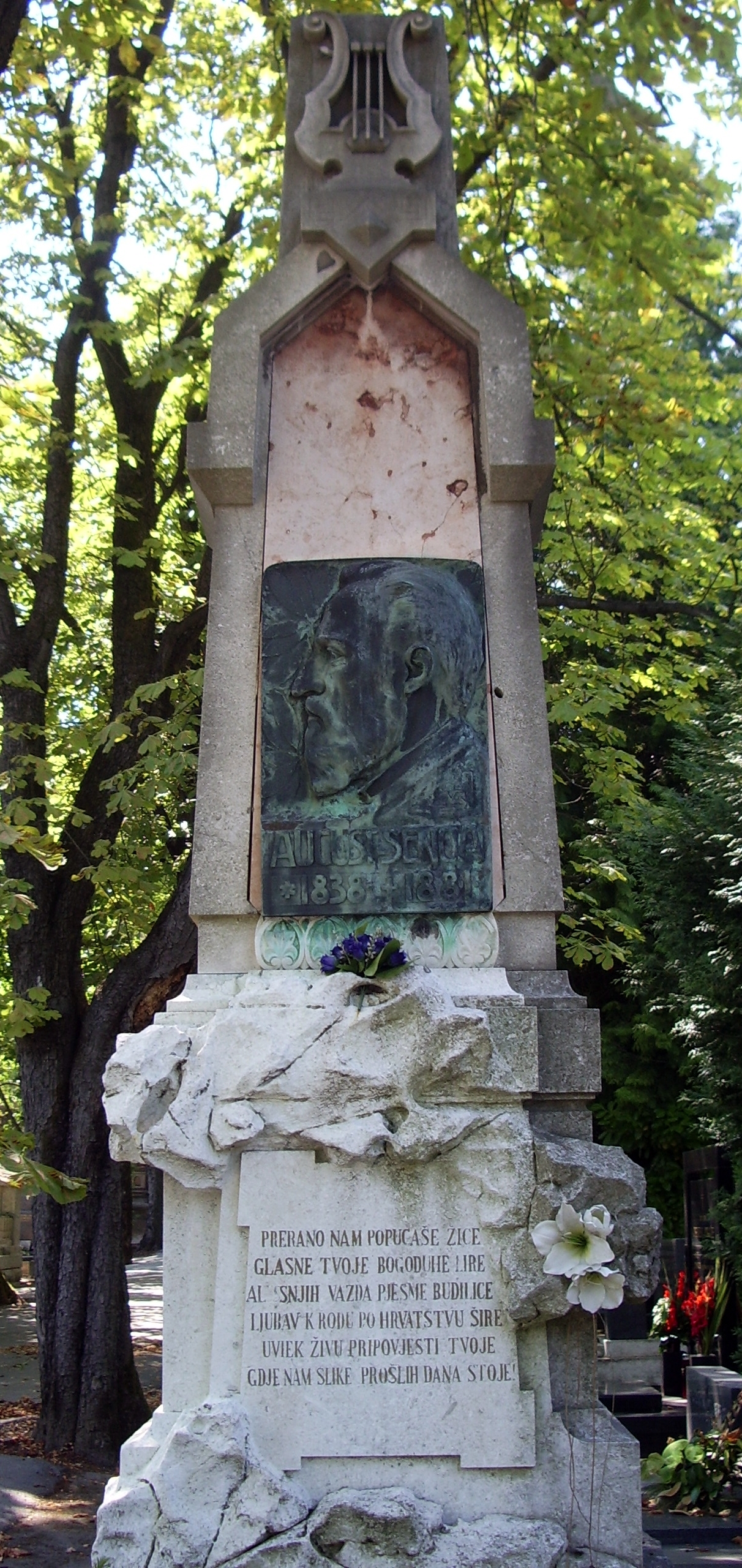
Grób Augusta Šenoa na Cmentarzu Mirogoj

Šenoa urodził się w Zagrzebiu w rodzinie o czesko-niemieckich korzeniach, stąd też jego nazwisko zapisywane było początkowo jako Schönoa. Studiował prawo w Pradze i Zagrzebiu, pisując jednocześnie reportaże dla zagrzebskiego czasopisma „Pozor”. W późniejszym czasie mieszkał przez pewien czas w Wiedniu, lecz powrócił do Zagrzebia w 1866 r., gdzie w latach 1874-1881 wydawał czasopismo literackie „Vijenac” (Wieniec). Zmarł w Zagrzebiu mając 43 lata.

## Twórczość
Šenoa jest jednym z najwybitniejszych i jednym z najpłodniejszych twórców dziewiętnastowiecznej literatury chorwackiej. Czasem jest także uważany za właściwego twórcę współczesnej literatury chorwackiej: wprowadził bowiem szereg gatunków literackich, dotychczas w tej literaturze niereprezentowanych. Augusta Šenoa jest autorem pierwszej powieści chorwackiej, w dziedzinie powieściopisarstwa osiągnął także największe sukcesy.
We własnym programie literackim, który sformułował w krytyczno-polemicznym tekście Nasza literatura (1865), głównym obiektem swego zainteresowania nazwał historyczną przeszłość narodu. W mniejszym stopniu była nią także współczesność. Šenoa napisał pięć powieści historycznych:
- 1871 – Zlatarovo zlato (Złoto złotnika)
- 1875 – Čuvaj se senjske ruke (Uważaj na rękę seńską)
- 1877 – Seljačka buna (Powstanie chłopskie)
- 1878 – Diogenes
- 1880-81 – Kletva (Klątwa) (nieukończona)

Pisarz ten dał także początek chorwackiemu felietonowi, tworząc z niego pełnoprawny gatunek literacki. W serii felietonów, zamieszczanych na łamach czasopism Pozor (1866-1867), oraz Vijenac (1877, 1879-1880) stosując styl wyrazisty, niepozbawiony humoru i satyry, krytykował negatywne zjawiska współczesności. Jego felietony stał się następnie wyznacznikiem poziomu dla następnych pokoleń twórców.
Działalności tego pisarza przypisuje się także dużą rolę przy formowaniu i utrwalaniu chorwackiego standardu językowego.
Šenoa tłumaczył z niemieckiego, francuskiego, czeskiego i angielskiego.
W przekładzie na język polski ukazały się powieści: Bunt chłopów (chorw. Seljačka buna) w przekładzie S. Artowskiego (Warszawa 1952) i Córka złotnika (chorw. Zlatarovo zlato) w przekładzie Danieli Zdybickiej (Kraków 1978).